# Grapiczki
Grapiczki (deutsch Neu Grapitz, kaschubisch Nowé Grabcé) ist ein sehr kleines Dorf in der polnischen Woiwodschaft Pommern und gehört zur Landgemeinde Potęgowo (Pottangow) im Powiat Słupski (Stolper Kreis).

## Geographische Lage
Das Dorf liegt in Hinterpommern, etwa 25 Kilometer ostnordöstlich der Kreisstadt Stolp. 

## Geschichte
Am Ende des 18. Jahrhunderts entstand Neu Grapitz als Vorwerk von Grapitz aus königlichen Meliorationsgeldern. Um 1782 hat das Vorwerk Neu Grapitz drei Halbbauern und vier Büdner.
Die schulpflichtigen Jugendlichen besuchten vor 1945 die Schule in Grapitz. 
Vor 1945 war Neu Grapitz eine Wohnstätte in der Landgemeinde Grapitz im Landkreis Stolp im Regierungsbezirk Köslin der preußischen Provinz Pommern des Deutschen Reichs. 
Gegen Ende des Zweiten Weltkriegs 1945 wurde der Ort von der Roten Armee besetzt. Nach Beendigung der Kampfhandlungen wurde die Region anschließend zusammen mit ganz Hinterpommern seitens der sowjetischen Besatzungsmacht der Volksrepublik Polen zur Verwaltung überlassen. Neu Grapitz wurde unter der polonisierten Ortsbezeichnung ‚Grapiczki‘ verwaltet. Die einheimischen Dorfbewohner wurden von der polnischen Administration vertrieben.
Das Dorf ist heute in das Schulzenamt Grapice (Grapitz) der Gmina Potęgowo im Powiat Słupski der Woiwodschaft Pommern (1975 bis 1998 Woiwodschaft Słupsk) eingegliedert.

## Kirchspiel
Bis 1945 war das überwiegend evangelische Dorf in das Kirchspiel Dammen (heute polnisch: Damno) eingepfarrt, das zum Kirchenkreis Stolp-Altstadt in der Kirchenprovinz Pommern der Kirche der Altpreußischen Union gehörte. 
Die seit 1945 und Vertreibung der einheimischen Dorfbewohner anwesende polnische Einwohnerschaft ist überwiegend katholisch. Die Einwohnschaft gehört zur polnischen Pfarrei Damno (Dammen) im Dekanat Główczyce im Bistum Pelplin der Katholischen Kirche in Polen.
Die wenigen evangelischen Polen sind der Kirche in Główczyce (Glowitz) zugeordnet, die Filialkirche der Kreuzkirchengemeinde in Stolp der Evangelisch-Augsburgischen Kirche in Polen ist. 

## Verkehr
Der Ort  liegt an einer Nebenstraße, die Żelkowo (Wendisch Silkow) mit Potęgowo verbindet. 
Bahnanschluss besteht über die Station Strzyżyno Słupskie an der Bahnstrecke von Danzig nach Stargard.